# Morti il 23 marzo
| Questa pagina contiene informazioni ricavate automaticamente dalle voci biografiche con l'ausilio del template Bio e di un bot. L'aggiornamento è periodico e automatico e ricostruisce completamente la pagina. Se manca una persona in questa lista, sei pregato di non aggiungerla, ma accertati piuttosto che la sua voce biografica contenga il template Bio e che i dati anagrafici siano correttamente compilati. Se il template Bio manca, inseriscilo tu stesso o, in alternativa, metti l'avviso {{tmp\|Bio}} che ne segnala la mancanza. Se i dati riportati sono sbagliati, correggi direttamente la voce biografica; le modifiche saranno visibili in questa lista entro pochi giorni. Per chiarimenti vedi il progetto biografie. La lista contiene solo le 560 persone che sono citate nell'enciclopedia e per le quali è stato implementato correttamente il template Bio. Pagina aggiornata al 17 ago 2025. |

## VII secolo(3)
- 625 - Anas ibn Nadr
- 625 - Abd Allah ibn Jahsh, arabo
- 625 - Mukhayriq, rabbino

## X secolo(1)
- 998 - Landolfo II da Carcano, arcivescovo italiano

## XI secolo(2)
- 1018 - Primo, vescovo italiano
- 1022 - Song Zhenzong, imperatore cinese (n. 968)

## XII secolo(4)
- 1103 - Oddone I di Borgogna, cavaliere medievale francese (n. 1058)
- 1127 - Ottone Frangipane, religioso italiano (n. 1040)
- 1169 - Shirkuh, generale curdo
- 1190 - Saigyō, poeta giapponese (n. 1118)

## XIII secolo(4)
- 1206 - Giordano dei conti di Ceccano, cardinale italiano
- 1237 - Giovanni di Brienne, nobile, condottiero e poeta francese
- 1256 - Guglielmo Fieschi, cardinale italiano
- 1283 - Giuseppe I di Costantinopoli, religioso e arcivescovo ortodosso bizantino

## XIV secolo(5)
- 1336 - Venceslao di Płock, duca
- 1342 - Napoleone Orsini, cardinale italiano
- 1343 - Rodolfo IV di Neuchâtel, nobile svizzero (n. 1274)
- 1361 - Enrico Plantageneto, I duca di Lancaster, militare britannico
- 1369 - Pietro I di Castiglia, re spagnolo (n. 1334)

## XV secolo(4)
- 1421 - Gonçalo Vasques Coutinho, nobile portoghese
- 1450 - Elena Dragaš, imperatrice bizantina (n. 1372)
- 1469 - Jacob Fugger il Vecchio, mercante tedesco (n. 1398)
- 1483 - Iolanda d'Angiò, duchessa (n. 1428)

## XVI secolo(15)
- 1524 - Giulia Farnese, nobildonna italiana (n. 1475)
- 1528 - Cristoforo Numai da Forlì, cardinale e vescovo cattolico italiano
- 1538 - Karaṇī Mātā, indiana
- 1548 - Amari Torayasu, militare giapponese (n. 1498)
- 1548 - Itagaki Nobukata, militare giapponese (n. 1489)
- 1553 - Nagao Harukage, militare giapponese (n. 1509)
- 1555 - Papa Giulio III, papa, vescovo cattolico e cardinale italiano (n. 1487)
- 1556 - Claudio Tolomei, umanista, letterato e vescovo cattolico italiano
- 1559 - Claudio d'Etiopia, re etiope
- 1560 - Giovanni Bressani, poeta e umanista italiano (n. 1489)
- 1566 - Wolfgang di Anhalt-Köthen, nobile tedesco (n. 1492)
- 1577 - Carlo II di Baden-Durlach, nobile tedesco (n. 1529)
- 1587 - Charles d'Angennes de Rambouillet, cardinale e vescovo cattolico francese (n. 1530)
- 1589 - Marcin Kromer, storico e vescovo cattolico polacco (n. 1512)
- 1593 - Alessandro Andreasi, vescovo cattolico italiano (n. 1539)

## XVII secolo(25)
- 1601 - Ascanio Pignatelli, poeta italiano (n. 1550)
- 1606 - Giusto Lipsio, filosofo, umanista e filologo fiammingo (n. 1547)
- 1606 - Turibio de Mogrovejo, arcivescovo cattolico spagnolo (n. 1538)
- 1609 - Tanaka Yoshimasa, militare giapponese (n. 1548)
- 1610 - Giovanni Antonio Viperano, vescovo cattolico, poeta e storiografo italiano (n. 1535)
- 1611 - Sebastian Thörig, politico svizzero
- 1618 - James Hamilton, I conte di Abercorn, nobile scozzese (n. 1575)
- 1620 - Radu X Șerban, nobile rumeno
- 1627 - Ludovico Zacconi, compositore e teorico musicale italiano (n. 1555)
- 1629 - Francis Fane, I conte di Westmorland, politico inglese (n. 1580)
- 1634 - Elizabeth Finch, I contessa di Winchilsea, nobildonna inglese (n. 1556)
- 1638 - Georg Flegel, pittore e incisore tedesco (n. 1566)
- 1639 - Dorotea Maria di Württemberg, nobile tedesca (n. 1559)
- 1642 - Andries Both, pittore olandese
- 1646 - Daniele Casella, scultore e architetto svizzero (n. 1557)
- 1649 - Alfonso Gonzaga, arcivescovo cattolico italiano (n. 1588)
- 1655 - Elisabetta di Harrach, contessa austriaca (n. 1601)
- 1655 - Peter de Spina III, medico tedesco (n. 1592)
- 1661 - Pieter de Molijn, pittore e incisore olandese (n. 1595)
- 1674 - Henry Cromwell, militare e rivoluzionario inglese (n. 1628)
- 1677 - Sebastiano Cima, pittore italiano (n. 1599)
- 1678 - Nicolaes Willingh, pittore e decoratore olandese
- 1680 - Nicolas Fouquet, politico francese (n. 1615)
- 1683 - Agostino Oldoini, gesuita, storico e bibliografo italiano (n. 1612)
- 1688 - Marcantonio Giustinian, doge (n. 1619)

## XVIII secolo(27)
- 1702 - Giuseppe Oriol, presbitero spagnolo (n. 1650)
- 1707 - Orazio Fortunato, vescovo cattolico italiano (n. 1634)
- 1714 - Giovanni Antonio Mazzuoli, scultore italiano (n. 1640)
- 1716 - Francisco Antonio Fernández de Velasco y Tovar, politico e militare spagnolo (n. 1649)
- 1730 - Carlo I d'Assia-Kassel, nobile tedesco (n. 1654)
- 1731 - Augusto Guglielmo di Brunswick-Lüneburg, nobile (n. 1662)
- 1732 - Federico II di Sassonia-Gotha-Altenburg, duca tedesco (n. 1676)
- 1740 - Olaus Rudbeck il Giovane, esploratore e scienziato svedese (n. 1660)
- 1742 - Jean-Baptiste Dubos, filosofo e storico francese (n. 1670)
- 1747 - Claude Alexandre de Bonneval, militare francese (n. 1675)
- 1748 - Johann Gottfried Walther, compositore tedesco (n. 1684)
- 1754 - Johann Jakob Wettstein, teologo, biblista e traduttore svizzero (n. 1693)
- 1755 - Giovanni Bartolomeo Casaregi, poeta e critico letterario italiano (n. 1676)
- 1755 - Michele Palma, arcivescovo cattolico italiano (n. 1689)
- 1757 - Thomas Herring, arcivescovo anglicano inglese (n. 1693)
- 1763 - Francesco Guasco, nobile e generale italiano (n. 1708)
- 1769 - Zaccaria Valaresso, letterato italiano (n. 1686)
- 1770 - Martin van Meytens, pittore svedese (n. 1695)
- 1776 - Robert James, medico inglese (n. 1703)
- 1781 - Johann Anton Güldenstädt, naturalista e esploratore lettone (n. 1745)
- 1783 - Gaspard Fritz, compositore e violinista svizzero (n. 1716)
- 1784 - Giovanni Carlo Bandi, cardinale e vescovo cattolico italiano (n. 1709)
- 1786 - Maurice-Auguste Beniowski, avventuriero, ufficiale e esploratore ungherese (n. 1746)
- 1789 - Thomas Osborne, IV duca di Leeds, nobile, politico e magistrato inglese (n. 1713)
- 1793 - Egid Valentin Felix von Borié, diplomatico e politico tedesco (n. 1719)
- 1794 - Alejandro O'Reilly, generale e politico irlandese (n. 1723)
- 1796 - Johann Wilhelm Beyer, scultore e pittore tedesco (n. 1725)

## XIX secolo(71)
- 1801 - Paolo I di Russia, sovrano (n. 1754)
- 1803 - Claude Mithon de Senneville de Genouilly, ammiraglio e nobile francese (n. 1725)
- 1806 - George Frederick Pinto, compositore, pianista e violinista britannico (n. 1785)
- 1808 - Liévin-Bonaventure Proyart, scrittore e abate francese (n. 1743)
- 1809 - Thomas Holcroft, drammaturgo e scrittore inglese (n. 1745)
- 1812 - Carlo Emanuele d'Assia-Rheinfels-Rotenburg, nobile (n. 1746)
- 1813 - Augusta di Hannover, nobildonna britannica (n. 1737)
- 1816 - Georg Friedrich Hildebrandt, chimico, anatomista e farmacista tedesco (n. 1764)
- 1816 - Ignaz Vitzthumb, musicista e compositore austriaco (n. 1724)
- 1818 - Nicolas Isouard, compositore francese (n. 1775)
- 1819 - August von Kotzebue, scrittore e drammaturgo tedesco (n. 1761)
- 1819 - Angelo Pizzi, scultore italiano (n. 1775)
- 1820 - Giuseppe Amedeo Sallier de la Tour, generale italiano (n. 1732)
- 1829 - Richard Anthony Salisbury, botanico inglese (n. 1761)
- 1831 - Giovanni Bernardo De Rossi, presbitero, orientalista e bibliografo italiano (n. 1742)
- 1836 - Vincenzo Raimondo Porru, presbitero, filologo e linguista italiano (n. 1773)
- 1837 - Giovanni Battista De Gubernatis, politico e incisore italiano (n. 1774)
- 1842 - Stendhal, scrittore e letterato francese (n. 1783)
- 1847 - Anton von Cetto, diplomatico, giurista e nobile tedesco (n. 1756)
- 1849 - Giuseppe Passalacqua, generale italiano (n. 1794)
- 1849 - Antonio Pilon, patriota italiano
- 1849 - Andrés Manuel del Río, scienziato, chimico e geologo messicano (n. 1764)
- 1851 - Il Passatore, brigante italiano (n. 1824)
- 1852 - Carlo Amati, architetto italiano (n. 1776)
- 1852 - Matthieu Bonafous, agronomo e botanico francese (n. 1793)
- 1857 - Matteo Fraccacreta, storico e poeta italiano (n. 1772)
- 1859 - Ichikawa Danjūrō VII, attore teatrale e scrittore giapponese (n. 1791)
- 1859 - Aleksej Dmitrievič Saltykov, esploratore, diplomatico e scrittore russo (n. 1806)
- 1860 - Francisco Ruiz-Tagle, politico cileno (n. 1790)
- 1861 - Vittorio Garretti di Ferrere, generale italiano (n. 1796)
- 1862 - Sofia Adlersparre, pittrice svedese (n. 1808)
- 1862 - Karl Vasil'evič Nessel'rode, diplomatico e politico russo (n. 1780)
- 1862 - Giovanni Battista Pianciani, gesuita italiano (n. 1784)
- 1862 - Manuel Robles Pezuela, politico e militare messicano (n. 1817)
- 1862 - Gregorio Sella, politico italiano (n. 1815)
- 1863 - William John Burchell, esploratore e naturalista britannico (n. 1781)
- 1864 - William Baring, II barone Ashburton, politico britannico (n. 1799)
- 1865 - Manuel Isidoro Belzu, politico boliviano (n. 1808)
- 1866 - Ferdinand von Arnim, architetto e pittore tedesco (n. 1814)
- 1867 - Ferdinando Giorgetti, compositore e violinista italiano (n. 1796)
- 1869 - Charles Lucas, compositore, violoncellista e direttore d'orchestra inglese (n. 1808)
- 1869 - Carlo Muletti, storico e scrittore italiano (n. 1786)
- 1877 - Caroline Unger, contralto austriaca (n. 1803)
- 1878 - Joseph-Eugéne Allet, ufficiale svizzero (n. 1814)
- 1879 - Ferdinando Pratesi, coreografo italiano (n. 1831)
- 1880 - Girolamo Costantini, politico italiano (n. 1815)
- 1880 - Gheorghe Magheru, rivoluzionario e generale rumeno (n. 1802)
- 1881 - Giovan Battista Fardella, patriota e politico italiano (n. 1818)
- 1881 - Nikolaj Grigor'evič Rubinštejn, pianista e compositore russo (n. 1835)
- 1882 - Annunciata Cocchetti, religiosa italiana (n. 1800)
- 1882 - Eugen Napoleon Neureuther, pittore, disegnatore e litografo tedesco (n. 1806)
- 1883 - Salvador Bermúdez de Castro, nobile, poeta e diplomatico spagnolo (n. 1817)
- 1884 - Angiolo Tricca, illustratore e pittore italiano (n. 1817)
- 1885 - Rinaldo Morrocchi, compositore italiano (n. 1835)
- 1886 - Piero Guicciardini, teologo italiano (n. 1808)
- 1887 - Leser Landshuth, rabbino tedesco (n. 1817)
- 1887 - Kalb Ali Khan Bahadur, principe indiano (n. 1832)
- 1887 - Julius Zacher, filologo e germanista tedesco (n. 1816)
- 1888 - Hasan Isma'il Pascià, militare e politico egiziano (n. 1854)
- 1888 - Morrison Remick Waite, politico e avvocato statunitense (n. 1816)
- 1890 - Vittorio Albertoletti, militare italiano (n. 1837)
- 1890 - Auguste von Littrow, scrittrice e attivista austriaca (n. 1819)
- 1891 - Modesto Faustini, pittore italiano (n. 1839)
- 1891 - Armand Lévy, avvocato, giornalista e attivista francese (n. 1827)
- 1892 - Henry Wreford, giornalista e critico d'arte inglese (n. 1806)
- 1893 - George Russell, X duca di Bedford, politico inglese (n. 1852)
- 1897 - Sofia d'Orange-Nassau, sovrana olandese (n. 1824)
- 1898 - Giuseppe Nodari, patriota, pittore e medico italiano (n. 1841)
- 1900 - Domenico Bresolin, pittore e fotografo italiano (n. 1813)
- 1900 - Carlo Osmani, patriota italiano (n. 1819)
- 1900 - Achille Simonetti, scultore italiano (n. 1838)

## XX secolo(259)
- 1902 - Antonio Carpenè, chimico e enologo italiano (n. 1838)
- 1902 - Jakob Missia, cardinale e arcivescovo cattolico austro-ungarico (n. 1838)
- 1902 - Kálmán Tisza, politico ungherese (n. 1830)
- 1903 - Shimun XVIII Rowil, vescovo cristiano orientale siro (n. 1844)
- 1904 - Antonio Selmi, chimico italiano (n. 1826)
- 1905 - Henri Parinaud, oculista e neurologo francese (n. 1844)
- 1905 - Odoardo Tabacchi, scultore italiano (n. 1831)
- 1907 - Cecil Foljambe, I conte di Liverpool, politico britannico (n. 1846)
- 1907 - Konstantin Petrovič Pobedonoscev, giurista, politico e educatore russo (n. 1827)
- 1909 - Karel Javůrek, pittore ceco (n. 1815)
- 1911 - Giovanni Donadoni, politico italiano (n. 1853)
- 1911 - Reinhard Kekulé von Stradonitz, archeologo tedesco (n. 1839)
- 1911 - Oscar Roty, disegnatore e medaglista francese (n. 1846)
- 1912 - Hugh Seymour, VI marchese di Hertford, politico e ufficiale inglese (n. 1843)
- 1913 - Evandro Caravaggio, politico e prefetto italiano (n. 1836)
- 1913 - Federico Garlanda, politico e glottologo italiano (n. 1857)
- 1914 - Rebecca Ar-Rayès, monaca cristiana e santa libanese (n. 1832)
- 1915 - Karl Theodor von Heigel, storico tedesco (n. 1842)
- 1916 - Jules Gravereaux, botanico francese (n. 1844)
- 1916 - Bruno Keil, filologo classico tedesco (n. 1859)
- 1917 - Leopoldo Pullè, politico, scrittore e drammaturgo italiano (n. 1835)
- 1917 - Louis Schmeisser, inventore tedesco (n. 1848)
- 1918 - Paul Laband, giurista tedesco (n. 1838)
- 1918 - Barry O'Neil, regista e sceneggiatore statunitense (n. 1865)
- 1919 - Henry Martyn Blossom, librettista e scrittore statunitense (n. 1866)
- 1919 - Francesco di Paola Cassetta, cardinale italiano (n. 1841)
- 1919 - Natale Palli, militare e aviatore italiano (n. 1895)
- 1919 - Severino Sani, politico italiano (n. 1840)
- 1921 - Jean-Paul Laurens, pittore e scultore francese (n. 1838)
- 1923 - Ernest Normand, pittore britannico (n. 1857)
- 1923 - Abele Parente, ginecologo italiano (n. 1851)
- 1923 - Armen Garo, politico e attivista armeno (n. 1872)
- 1923 - Hovhannes Tumanjan, poeta armeno (n. 1869)
- 1926 - Maurice Desvallières, commediografo francese (n. 1857)
- 1927 - Dietrich Barfurth, anatomista tedesco (n. 1849)
- 1927 - Paul César Helleu, pittore francese (n. 1859)
- 1928 - Woodbridge Nathan Ferris, insegnante e politico statunitense (n. 1853)
- 1929 - Maurice Paul Emmanuel Sarrail, generale francese (n. 1856)
- 1930 - Augustine Henry, medico, sinologo e botanico irlandese (n. 1857)
- 1931 - Giuseppe Bertolotti, presbitero e teologo italiano (n. 1842)
- 1931 - Richard Reitzenstein, filologo classico tedesco (n. 1861)
- 1931 - Bhagat Singh, rivoluzionario indiano (n. 1907)
- 1932 - Boris Schatz, scultore lituano (n. 1867)
- 1933 - Asta Nørregaard, pittrice norvegese (n. 1853)
- 1933 - Giuseppe Petrone, vescovo cattolico italiano (n. 1872)
- 1935 - Alessandro Moissi, attore austriaco (n. 1879)
- 1935 - Ana de Castro Osório, scrittrice, pedagoga e attivista portoghese (n. 1872)
- 1936 - Oscar Asche, attore, regista e sceneggiatore australiano (n. 1871)
- 1937 - Helge Rode, scrittore e giornalista danese (n. 1870)
- 1938 - Bhupinder Singh, principe indiano (n. 1891)
- 1938 - Friedrich Rittelmeyer, teologo tedesco (n. 1872)
- 1939 - William Glyn, tennista britannico (n. 1859)
- 1940 - Dimităr Stančov, diplomatico e politico bulgaro (n. 1863)
- 1941 - Angelo Badà, tenore italiano (n. 1876)
- 1941 - Tadeusz Tański, ingegnere polacco (n. 1892)
- 1942 - Marcelo Torcuato de Alvear, politico argentino (n. 1868)
- 1942 - Costanzo Casana, militare e marinaio italiano (n. 1900)
- 1942 - Francesco Dell'Anno, militare e marinaio italiano (n. 1902)
- 1942 - Victor Margueritte, scrittore francese (n. 1866)
- 1942 - Jan Olieslagers, militare e aviatore belga (n. 1883)
- 1942 - Franz Walter Stahlecker, generale tedesco (n. 1900)
- 1943 - Francesco Del Buono, generale italiano (n. 1859)
- 1943 - Messaoud El Mediouni, cantante, compositore e violinista algerino (n. 1886)
- 1943 - Sigmund Feist, linguista tedesco (n. 1865)
- 1943 - Piero Martinetti, filosofo e storico della filosofia italiano (n. 1872)
- 1944 - Umberto Amaduzzi, politico italiano (n. 1900)
- 1944 - Achille Barilatti, militare e antifascista italiano (n. 1921)
- 1944 - Myron Selznick, produttore cinematografico statunitense (n. 1898)
- 1944 - Heinrich Sonnrein, calciatore tedesco (n. 1911)
- 1944 - Piero Zuccheretti, italiano (n. 1931)
- 1945 - Mary Berenson, storica dell'arte statunitense (n. 1864)
- 1945 - Augusto De Cobelli, partigiano italiano (n. 1909)
- 1945 - Fritz Klingenberg, militare e docente tedesco (n. 1912)
- 1945 - Henri Leclercq, teologo francese (n. 1869)
- 1945 - Manfredi Mazzocca, partigiano italiano (n. 1916)
- 1945 - Fulvio Milani, avvocato, politico e antifascista italiano (n. 1885)
- 1945 - Nicola Panevino, giudice e partigiano italiano (n. 1910)
- 1945 - Renato Quartini, partigiano italiano (n. 1923)
- 1945 - Hans-Günther von Rost, generale tedesco (n. 1894)
- 1945 - Napier Shaw, meteorologo britannico (n. 1854)
- 1945 - Mario Simonazzi, partigiano italiano (n. 1920)
- 1946 - Francisco Largo Caballero, politico spagnolo (n. 1869)
- 1946 - Gilbert Lewis, chimico statunitense (n. 1875)
- 1946 - Ludovico Pellizzari, politico e giornalista italiano (n. 1883)
- 1946 - Juan Píriz, calciatore uruguaiano (n. 1902)
- 1946 - Arthur Ponsonby, politico e scrittore britannico (n. 1871)
- 1947 - David Ashworth, allenatore di calcio inglese (n. 1867)
- 1947 - Emil Jørgensen, calciatore danese (n. 1882)
- 1947 - Luisa d'Asburgo-Lorena, nobildonna (n. 1870)
- 1947 - Arthur Rankin, attore statunitense (n. 1895)
- 1947 - Ferdinand Zecca, regista francese (n. 1864)
- 1948 - George Milne, I barone Milne, generale britannico (n. 1868)
- 1949 - Paul-Albert Faveau, missionario e vescovo cattolico francese (n. 1859)
- 1950 - Luigi Basso, politico italiano (n. 1862)
- 1950 - Clement Cazalet, tennista britannico (n. 1869)
- 1951 - Piero Ferretti, avvocato, militare e politico italiano (n. 1896)
- 1951 - Igino Lega, gesuita e militare italiano (n. 1911)
- 1951 - Erich Neumann, politico tedesco (n. 1892)
- 1953 - Andrejs Auzāns, generale lettone (n. 1871)
- 1953 - László Beleznai, nuotatore, pallanuotista e allenatore di pallanuoto ungherese (n. 1891)
- 1953 - Cecil Browning, tennista britannico (n. 1883)
- 1953 - Raoul Dufy, pittore e scenografo francese (n. 1877)
- 1953 - Oskar Luts, scrittore estone (n. 1887)
- 1953 - Heinrich Oelerich, aviatore e ingegnere aeronautico tedesco (n. 1877)
- 1954 - Willy Ferrero, direttore d'orchestra italiano (n. 1906)
- 1954 - Giuseppe Maggiore, giurista e scrittore italiano (n. 1882)
- 1955 - Auguste Benoît, ciclista su strada belga (n. 1886)
- 1955 - Artur Bernardes, avvocato e politico brasiliano (n. 1875)
- 1955 - Ivan Šubašić, politico jugoslavo (n. 1892)
- 1956 - Alessandro Turco, politico italiano (n. 1869)
- 1957 - Patrick Abercrombie, architetto e urbanista inglese (n. 1879)
- 1957 - Giulio Cesare Uccellini, educatore italiano (n. 1904)
- 1958 - Arnaldo Furlotti, compositore, organista e presbitero italiano (n. 1880)
- 1958 - Ugo Guido Mondolfo, storico e politico italiano (n. 1875)
- 1958 - Florian Znaniecki, filosofo e sociologo polacco (n. 1882)
- 1959 - Gaetano Invernizzi, politico, partigiano e sindacalista italiano (n. 1899)
- 1959 - Emma Trentini, soprano italiano (n. 1878)
- 1959 - Metod Dominik Trčka, presbitero ceco (n. 1886)
- 1960 - Franklin P. Adams, giornalista e scrittore statunitense (n. 1881)
- 1960 - Julius Buckler, militare e aviatore tedesco (n. 1893)
- 1960 - Said Nursi, teologo curdo (n. 1878)
- 1960 - Rudolf Soutschek, allenatore di calcio e calciatore austriaco (n. 1895)
- 1961 - Valentin Bondarenko, aviatore e cosmonauta sovietico (n. 1937)
- 1962 - Eugenio Canfari, dirigente sportivo italiano (n. 1878)
- 1962 - Val Paul, attore, regista e produttore cinematografico statunitense (n. 1886)
- 1963 - Albert Thoralf Skolem, matematico norvegese (n. 1887)
- 1964 - Claire Anderson, attrice statunitense (n. 1891)
- 1964 - Peter Lorre, attore ungherese (n. 1904)
- 1964 - Vasilij Vajnonen, ballerino, librettista e coreografo sovietico (n. 1901)
- 1965 - Mae Murray, attrice, ballerina e sceneggiatrice statunitense (n. 1885)
- 1966 - Otto Reche, antropologo, docente e scrittore tedesco (n. 1879)
- 1966 - Hilde Schrader, nuotatrice tedesca (n. 1910)
- 1967 - Antonio Bandini Buti, giornalista italiano (n. 1895)
- 1967 - Lalla Carlsen, attrice norvegese (n. 1889)
- 1967 - Gustav Deutsch, calciatore austriaco (n. 1891)
- 1967 - Pete Johnson, pianista statunitense (n. 1904)
- 1968 - Edwin O'Connor, scrittore e giornalista statunitense (n. 1918)
- 1969 - Carlo Durando, ciclista su strada italiano (n. 1887)
- 1969 - Bernadotte Everly Schmitt, storico statunitense (n. 1886)
- 1969 - Arthur Lismer, pittore britannico (n. 1885)
- 1969 - Renzo Massai, arbitro di calcio italiano (n. 1910)
- 1969 - Rudolf Pannwitz, scrittore tedesco (n. 1881)
- 1969 - Carlo Sabatini, militare italiano (n. 1891)
- 1969 - Assia Wevill, tedesca (n. 1927)
- 1970 - Leighton Bracegirdle, ammiraglio australiano (n. 1881)
- 1970 - Kentarō Kawatsu, nuotatore giapponese (n. 1914)
- 1970 - Del Lord, regista, produttore cinematografico e sceneggiatore canadese (n. 1894)
- 1970 - Skull Murphy, wrestler canadese (n. 1930)
- 1970 - James Earl Rudder, generale e politico statunitense (n. 1910)
- 1971 - Basil Dearden, regista, sceneggiatore e produttore cinematografico britannico (n. 1911)
- 1971 - Simon Vestdijk, scrittore olandese (n. 1898)
- 1971 - Gerhard Wolf, politico tedesco (n. 1896)
- 1972 - Cristóbal Balenciaga, stilista spagnolo (n. 1895)
- 1972 - Jean Washer, tennista belga (n. 1894)
- 1973 - Ronald Kirkbride, scrittore e sceneggiatore canadese (n. 1912)
- 1973 - Ken Maynard, attore statunitense (n. 1895)
- 1973 - Gerry Schum, gallerista tedesco (n. 1938)
- 1974 - Edward Molyneux, stilista e profumiere britannico (n. 1891)
- 1974 - Dante Pasqua, scacchista italiano (n. 1898)
- 1974 - Léon Rosenfeld, fisico belga (n. 1904)
- 1975 - Kadye Molodowsky, poetessa e scrittrice statunitense (n. 1894)
- 1975 - Bruto Seghettini, dirigente sportivo, allenatore di calcio e calciatore francese (n. 1881)
- 1976 - Ambrogio Viale, politico italiano (n. 1900)
- 1977 - Giorgio Amati, ingegnere italiano (n. 1920)
- 1977 - Emile Biayenda, cardinale e arcivescovo cattolico della Repubblica del Congo (n. 1927)
- 1977 - Arnaud Dornon, ammiraglio francese (n. 1889)
- 1977 - Bennie Green, trombonista statunitense (n. 1923)
- 1977 - Gustav Münzberger, militare tedesco (n. 1903)
- 1977 - Joe Stydahar, giocatore di football americano e allenatore di football americano statunitense (n. 1912)
- 1978 - Brianna Carafa, scrittrice italiana (n. 1924)
- 1978 - Tadeusz Romer, politico e diplomatico polacco (n. 1894)
- 1978 - Eeltje Visserman, compositore di scacchi olandese (n. 1922)
- 1979 - Teresio Bercellino, calciatore e allenatore di calcio italiano (n. 1910)
- 1979 - Philip Bourneuf, attore statunitense (n. 1908)
- 1979 - Antonio Brosa, violinista spagnolo (n. 1894)
- 1979 - Paul Demiéville, sinologo e orientalista svizzero (n. 1894)
- 1979 - Alexander Comstock Kirk, diplomatico statunitense (n. 1888)
- 1979 - Walter Schachtitz, pallanuotista austriaco (n. 1887)
- 1980 - Bill S. Ballinger, scrittore e sceneggiatore statunitense (n. 1912)
- 1980 - Renato Cappugi, politico italiano (n. 1901)
- 1980 - Henry McCall, ammiraglio britannico (n. 1895)
- 1980 - Jacob Miller, cantante giamaicano (n. 1952)
- 1980 - Arthur Melvin Okun, economista statunitense (n. 1928)
- 1980 - Branko Pleše, calciatore jugoslavo (n. 1915)
- 1981 - Claude Auchinleck, generale britannico (n. 1884)
- 1981 - Mike Hailwood, pilota motociclistico e pilota automobilistico britannico (n. 1940)
- 1981 - Giorgio Masè, calciatore italiano (n. 1903)
- 1981 - Beatrice Tinsley, astronoma neozelandese (n. 1941)
- 1982 - Sonny Greer, batterista statunitense (n. 1895)
- 1982 - Mario Praz, saggista, anglista e scrittore italiano (n. 1896)
- 1983 - Saul Lieberman, rabbino e insegnante israeliano (n. 1898)
- 1983 - Aurelio Marena, vescovo cattolico italiano (n. 1893)
- 1983 - Filippo Traina, politico e avvocato italiano (n. 1917)
- 1984 - Shauna Grant, attrice pornografica statunitense (n. 1963)
- 1984 - Peter Kolosimo, scrittore e giornalista italiano (n. 1922)
- 1984 - Jean Prouvé, architetto e designer francese (n. 1901)
- 1985 - Richard Beeching, fisico e ingegnere britannico (n. 1913)
- 1985 - Peter Charanis, storico e bizantinista greco (n. 1908)
- 1985 - Patricia Roberts Harris, politica e diplomatica statunitense (n. 1924)
- 1985 - Šazam Safin, lottatore sovietico (n. 1932)
- 1985 - Zoot Sims, sassofonista statunitense (n. 1925)
- 1985 - Umberto Soldati, calciatore italiano (n. 1900)
- 1986 - Ettore Bocchini Padiglione, cavaliere, militare e diplomatico italiano (n. 1901)
- 1986 - René Cornu, nuotatore francese (n. 1929)
- 1986 - Moshe Feinstein, rabbino e teologo lituano (n. 1895)
- 1986 - Mario Ferraris, calciatore italiano (n. 1904)
- 1986 - Étienne Mattler, calciatore e allenatore di calcio francese (n. 1905)
- 1986 - Bruno Tacconi, scrittore e odontoiatra italiano (n. 1913)
- 1986 - Anastasija Platonovna Zueva, attrice sovietica (n. 1896)
- 1987 - Vincenzo Di Meglio, politico italiano (n. 1903)
- 1987 - Maurice Labro, regista francese (n. 1910)
- 1987 - Keith Richards, attore statunitense (n. 1915)
- 1987 - Ilse Totzke, musicista tedesca (n. 1913)
- 1988 - Augusta Ghidiglia Quintavalle, storica dell'arte, museologa e saggista italiana (n. 1904)
- 1988 - Dayton Lummis, attore statunitense (n. 1903)
- 1989 - George Marthins, hockeista su prato indiano (n. 1905)
- 1990 - John Dexter, regista britannico (n. 1925)
- 1990 - René Enríquez, attore nicaraguense (n. 1933)
- 1990 - Silvio Micheli, scrittore italiano (n. 1911)
- 1990 - Leongino Unzain, calciatore e allenatore di calcio paraguaiano (n. 1925)
- 1991 - Elisaveta Bagrjana, poetessa bulgara (n. 1893)
- 1991 - Susumu Fujita, attore giapponese (n. 1912)
- 1991 - Innozenz Stangl, ginnasta tedesco (n. 1911)
- 1991 - Felice Tantardini, religioso italiano (n. 1898)
- 1991 - Lars-Erik Wolfbrandt, velocista e mezzofondista svedese (n. 1928)
- 1992 - Jože Borštnar, politico e militare sloveno (n. 1915)
- 1992 - Friedrich von Hayek, economista e sociologo austriaco (n. 1899)
- 1992 - Curt Keller, calciatore francese (n. 1918)
- 1992 - Achille Mazza, militare italiano (n. 1940)
- 1992 - Paolo Savini, serial killer italiano (n. 1952)
- 1993 - Denis Parsons Burkitt, patologo e chirurgo britannico (n. 1911)
- 1993 - Evdokija Andreevna Nikulina, militare sovietica (n. 1917)
- 1993 - Hans Werner Richter, scrittore tedesco (n. 1908)
- 1994 - Luis Donaldo Colosio, politico e economista messicano (n. 1950)
- 1994 - Pau Gayraud, scrittore francese (n. 1898)
- 1994 - Hans Jakob, calciatore tedesco (n. 1908)
- 1994 - Kōshi Kurumizawa, scrittore giapponese (n. 1925)
- 1994 - Giulietta Masina, attrice italiana (n. 1921)
- 1994 - Álvaro del Portillo, vescovo cattolico e ingegnere spagnolo (n. 1914)
- 1994 - Donald Swann, compositore e cantante britannico (n. 1923)
- 1995 - Davie Cooper, calciatore britannico (n. 1956)
- 1995 - Giovanni De Totto, scrittore, poeta e politico italiano (n. 1914)
- 1995 - Alfons Deloor, ciclista su strada belga (n. 1910)
- 1995 - Vladimir Ivašov, attore sovietico (n. 1939)
- 1995 - Albino Pierro, poeta italiano (n. 1916)
- 1996 - Benito Gualtieri, politico italiano (n. 1936)
- 1996 - Kapambwe Mulenga, calciatore zambiano (n. 1963)
- 1996 - Jacques Toja, attore francese (n. 1929)
- 1997 - Antonella Bottazzi, cantautrice italiana (n. 1944)
- 1997 - Pëtr Georgievič Lušev, generale sovietico (n. 1923)
- 1998 - Edoardo Alfieri, scultore italiano (n. 1913)
- 1998 - Gerald Stano, assassino seriale statunitense (n. 1951)
- 1998 - Georges Taisne, calciatore francese (n. 1904)
- 1999 - Valeria Blais, letterata italiana (n. 1899)
- 1999 - Sergio Montanari, montatore italiano (n. 1937)
- 1999 - Giovanni Serbandini, politico e partigiano italiano (n. 1912)
- 1999 - Wilhelm Stadel, ginnasta tedesco (n. 1912)
- 2000 - Antony Padiyara, cardinale indiano (n. 1921)
- 2000 - Udham Singh, hockeista su prato indiano (n. 1928)

## XXI secolo(139)
- 2001 - Italo Kuhne, giornalista e avvocato italiano (n. 1930)
- 2001 - David McTaggart, ambientalista canadese (n. 1932)
- 2002 - Nino Calebotta, cestista italiano (n. 1930)
- 2002 - Eileen Farrell, soprano statunitense (n. 1920)
- 2002 - Marcel Kint, ciclista su strada, pistard e dirigente sportivo belga (n. 1914)
- 2002 - Dino Milella, direttore d'orchestra e compositore italiano (n. 1907)
- 2002 - Neal Elgar Miller, psichiatra statunitense (n. 1909)
- 2002 - Piara Singh Gill, fisico indiano (n. 1911)
- 2002 - Richard Sylbert, scenografo statunitense (n. 1928)
- 2003 - Newton Canegal, calciatore brasiliano (n. 1917)
- 2003 - Violet Cliff, pattinatrice artistica su ghiaccio britannica (n. 1916)
- 2003 - Laura Lombardo Radice, partigiana, politica e pacifista italiana (n. 1913)
- 2003 - Guglielmo Lusignoli, architetto e pittore italiano (n. 1920)
- 2003 - Vico Mossa, architetto e scrittore italiano (n. 1914)
- 2003 - Pier Luigi Romita, politico italiano (n. 1924)
- 2004 - Otto Kumm, generale tedesco (n. 1909)
- 2004 - Pedro Sará, calciatore argentino (n. 1924)
- 2005 - Elia Frosio, pistard e ciclista su strada italiano (n. 1913)
- 2005 - Romeo Giovannini, giornalista, scrittore e critico letterario italiano (n. 1913)
- 2005 - János Hrotkó, calciatore e allenatore di calcio ungherese (n. 1922)
- 2006 - Sarah Caldwell, direttrice d'orchestra statunitense (n. 1924)
- 2006 - Milan Damjanović, calciatore jugoslavo (n. 1943)
- 2006 - Jean Desclaux, rugbista a 15, allenatore di rugby a 15 e dirigente sportivo francese (n. 1922)
- 2006 - Desmond Doss, militare statunitense (n. 1919)
- 2006 - Antonina Ivanova, pesista sovietica (n. 1932)
- 2006 - Noël Josèphe, politico francese (n. 1920)
- 2006 - Feodora Schenk, nobile e altista tedesca (n. 1920)
- 2006 - Eloy de la Iglesia, regista e sceneggiatore spagnolo (n. 1944)
- 2007 - Paul Cohen, matematico statunitense (n. 1934)
- 2007 - Franco Lanza, critico letterario italiano (n. 1926)
- 2007 - Carla Longeri, storica dell'arte italiana (n. 1960)
- 2007 - Matteo Silini, rugbista a 15, ingegnere e dirigente d'azienda italiano (n. 1933)
- 2008 - Rolf Schaffner, artista e scultore tedesco (n. 1927)
- 2009 - Ernesto Caroli, presbitero e religioso italiano (n. 1917)
- 2009 - Ghoukas Choubarian, scultore armeno (n. 1923)
- 2009 - Francesco Lisi, giornalista italiano (n. 1926)
- 2009 - Raúl Macías, pugile e attore messicano (n. 1934)
- 2009 - Giovanni Papini, allenatore di pallacanestro italiano (n. 1951)
- 2009 - Lloyd Ruby, pilota automobilistico statunitense (n. 1928)
- 2010 - Antonio Coco, storico italiano (n. 1945)
- 2010 - Aldo Fraccaroli, storico, linguista e giornalista italiano (n. 1919)
- 2010 - Lauretta Masiero, attrice, soubrette e ballerina italiana (n. 1927)
- 2010 - Emanuele Pirella, pubblicitario, giornalista e scrittore italiano (n. 1940)
- 2010 - Aldo Santoni, calciatore italiano (n. 1931)
- 2010 - Blanche Thebom, mezzosoprano statunitense (n. 1915)
- 2010 - Fritz Wagnerberger, sciatore alpino, allenatore di sci alpino e dirigente sportivo tedesco (n. 1937)
- 2011 - Aldo Allievi, dirigente sportivo italiano (n. 1927)
- 2011 - José Argüelles, scrittore e artista statunitense (n. 1939)
- 2011 - Jean Bartik, programmatrice statunitense (n. 1924)
- 2011 - Richard Leacock, regista britannico (n. 1921)
- 2011 - Trevor Storton, calciatore inglese (n. 1949)
- 2011 - Elizabeth Taylor, attrice britannica (n. 1932)
- 2012 - Chico Anysio, attore, showman e umorista brasiliano (n. 1931)
- 2012 - Harold Blitman, allenatore di pallacanestro statunitense (n. 1930)
- 2012 - Witold Lesiewicz, regista e sceneggiatore polacco (n. 1922)
- 2012 - Naji Talib, generale e politico iracheno (n. 1917)
- 2012 - Lonnie Wright, cestista e giocatore di football americano statunitense (n. 1944)
- 2012 - Abdullahi Yusuf Ahmed, politico e militare somalo (n. 1934)
- 2013 - Boris Abramovič Berezovskij, imprenditore, politico e matematico russo (n. 1946)
- 2013 - Roberto Coppini, poeta e imprenditore italiano (n. 1927)
- 2013 - Ali Kitonsa, calciatore ugandese (n. 1939)
- 2013 - Reinhard Lakomy, cantante, compositore e pianista tedesco (n. 1946)
- 2013 - Joe Weider, imprenditore, editore e dirigente sportivo canadese (n. 1919)
- 2014 - Marta Ascoli, scrittrice e superstite dell'Olocausto italiana (n. 1926)
- 2014 - Carmelo Bossi, pugile italiano (n. 1939)
- 2014 - Bobby Croft, cestista canadese (n. 1946)
- 2014 - Geraldo Mattos, scrittore e esperantista brasiliano (n. 1931)
- 2014 - Peter Oakley, youtuber britannico (n. 1927)
- 2014 - Adolfo Suárez, politico e avvocato spagnolo (n. 1932)
- 2014 - Anna Walter, attrice italiana (n. 1929)
- 2015 - Gian Vittorio Baldi, regista, produttore cinematografico e sceneggiatore italiano (n. 1930)
- 2015 - Alberta Cox, cestista e allenatrice di pallacanestro statunitense (n. 1931)
- 2015 - Vito Fiorenza, fotografo statunitense (n. 1927)
- 2015 - Herberto Hélder, poeta portoghese (n. 1930)
- 2015 - Søren Kam, militare danese (n. 1921)
- 2015 - Lee Kuan Yew, politico e avvocato singaporiano (n. 1923)
- 2015 - Bobby Lowther, cestista, astista e giavellottista statunitense (n. 1923)
- 2015 - Carla Macelloni, attrice italiana (n. 1937)
- 2015 - Cédric Ragot, designer francese (n. 1973)
- 2016 - Elios Bonzagni, calciatore italiano (n. 1922)
- 2016 - Ken Howard, attore statunitense (n. 1944)
- 2016 - Lauri Lehtinen, calciatore finlandese (n. 1927)
- 2016 - Aharon Megged, scrittore e drammaturgo israeliano (n. 1920)
- 2016 - Emanuele Nicosia, designer italiano (n. 1953)
- 2016 - Mario Petrina, giornalista italiano (n. 1942)
- 2016 - Giancarla Re Mursia, editrice, traduttrice e scrittrice italiana (n. 1920)
- 2017 - Lola Albright, modella, attrice e cantante statunitense (n. 1925)
- 2017 - Serge Doubrovsky, scrittore, critico letterario e docente francese (n. 1928)
- 2017 - William Henry Keeler, arcivescovo cattolico e cardinale statunitense (n. 1931)
- 2017 - Luigi Lanaro, liutaio italiano (n. 1920)
- 2017 - Nicolás Nieri, calciatore peruviano (n. 1939)
- 2017 - Ingeborg Rapoport, pediatra e docente tedesca (n. 1912)
- 2017 - Cino Tortorella, conduttore televisivo, autore televisivo e regista televisivo italiano (n. 1927)
- 2017 - Denis Voronenkov, politico russo (n. 1971)
- 2017 - Stanisław Widłak, linguista polacco (n. 1934)
- 2018 - Lino Bortolo Belotti, vescovo cattolico e missionario italiano (n. 1930)
- 2018 - Debbie Lee Carrington, attrice statunitense (n. 1959)
- 2018 - Philip Kerr, scrittore scozzese (n. 1956)
- 2018 - Zell Miller, politico e scrittore statunitense (n. 1932)
- 2018 - Alberto Ongaro, giornalista, scrittore e fumettista italiano (n. 1925)
- 2018 - Anne Schützenberger, psicologa e psicoterapeuta francese (n. 1919)
- 2018 - Henryk Wardach, cestista polacco (n. 1964)
- 2019 - Clem Daniels, giocatore di football americano statunitense (n. 1937)
- 2019 - Jacques Dessemme, cestista francese (n. 1925)
- 2019 - Rafi Eitan, agente segreto, funzionario e politico israeliano (n. 1926)
- 2019 - Barbara Fazio, attrice brasiliana (n. 1929)
- 2019 - ʿAbd al-Hādī Qandīl, politico e ingegnere egiziano (n. 1935)
- 2019 - Finn Willy Sørensen, allenatore di calcio e calciatore danese (n. 1941)
- 2019 - Domingos de Oliveira, attore, drammaturgo e regista brasiliano (n. 1936)
- 2019 - Lina Čerjazova, sciatrice freestyle uzbeka (n. 1968)
- 2020 - Lucia Bosè, attrice italiana (n. 1931)
- 2020 - Carlo Casini, magistrato e politico italiano (n. 1935)
- 2020 - Alfio Contini, direttore della fotografia italiano (n. 1927)
- 2020 - Nora Illi, predicatrice, attivista e blogger svizzera (n. 1984)
- 2020 - Luigi Pallaro, politico italiano (n. 1926)
- 2020 - Silvano Pravisano, calciatore italiano (n. 1925)
- 2020 - Lucien Sève, filosofo, attivista e insegnante francese (n. 1926)
- 2021 - Hugo Cabrera, cestista dominicano (n. 1953)
- 2021 - Edmund Gettier, filosofo statunitense (n. 1927)
- 2021 - Julie Pomagalski, snowboarder francese (n. 1980)
- 2021 - George Segal, attore statunitense (n. 1934)
- 2021 - Granville Waiters, cestista statunitense (n. 1961)
- 2022 - Madeleine Albright, politica e diplomatica statunitense (n. 1937)
- 2022 - Raven Alexis, attrice pornografica statunitense (n. 1987)
- 2022 - Oksana Baulina, giornalista russa (n. 1979)
- 2022 - Joël Houssin, sceneggiatore e scrittore francese (n. 1953)
- 2022 - Marco Pivato, giornalista, saggista e divulgatore scientifico italiano (n. 1980)
- 2023 - Tōichirō Kinoshita, fisico giapponese (n. 1925)
- 2023 - Rita Lakin, sceneggiatrice, produttrice televisiva e scrittrice statunitense (n. 1930)
- 2023 - Renzo Longhi, calciatore italiano (n. 1936)
- 2023 - Rolando Picchioni, politico italiano (n. 1936)
- 2023 - Keith Reid, poeta e paroliere britannico (n. 1946)
- 2024 - Daniel Beretta, attore e doppiatore francese (n. 1946)
- 2024 - Maurizio Pollini, pianista e direttore d'orchestra italiano (n. 1942)
- 2024 - Abdulah Sidran, scrittore, poeta e sceneggiatore bosniaco (n. 1944)
- 2024 - Silvia Tortosa, attrice spagnola (n. 1947)
- 2025 - Gianfranco Barra, attore italiano (n. 1940)
- 2025 - Lora Lamm, illustratrice e grafica svizzera (n. 1928)
- 2025 - Mia Love, politica statunitense (n. 1975)

## Senza anno specificato(1)
- Matilde de Braose, baronessa Wigmore, nobile britannica (n. 1224)